# 曼努埃尔·平托·达科斯塔
曼努埃尔·平托·达科斯塔（Manuel Pinto da Costa，1937年8月5日—）是圣多美和普林西比的经济学家和政治家，1975年至1991年担任圣多美与普林西比第一任总统。2011年8月他再次当选为总统，2011年9月3日上任。
他在德意志民主共和国接受教育，会说流利的葡萄牙语和德语。
1991年，反对派政党合法化导致该国在民主制度下的第一次选举。平托·达科斯塔表示不参选，而是宣布从政界退休。米格尔·特罗瓦达自动当选。
在2011年7月的选举中，平托·达科斯塔作为一个独立候选人参选。他在第一轮投票中得票最多，但未能获得所需的多数票。在8月7日的第二轮投票中，他以53％的选票击败了对手，在竞选期间，他专注于政治稳定和承诺解决普遍存在的腐败现象。
2016年7月17日他在總統選舉中首輪投票被獨立民主行動的埃瓦里斯托·卡瓦略擊敗，需進入次輪投票。